# Nikki Brammeier
Nikki Brammeier coneguda amb el nom de soltera com Nikki Harris, (Draycott, Derbyshire, 30 de desembre de 1986) és una ciclista anglesa que combina tant la ruta, el ciclisme de muntanya i el ciclocròs. Professional des del 2006, actualment corre per l'equip Boels-Dolmans.
Està casada amb el també ciclista Matthew Brammeier.

## Palmarès en ciclocròs
- 2012-2013
  -  Campiona del Regne Unit en ciclocròs
- 2015-2016
  -  Campiona del Regne Unit en ciclocròs
- 2016-2017
  -  Campiona del Regne Unit en ciclocròs

## Palmarès en ciclisme de muntanya
- 2012
  -  Campiona del Regne Unit en camp a través